# 热内拉克
热内拉克（法語：Générac，法語發音：[ʒeneʁak]）是法国加尔省的一个市镇，位于该省南部，属于尼姆区。热内拉克是法国地中海朗格多克红酒主要产区之一。

## 地理
热内拉克（43°43'42"N, 4°20'55"E）面积24.26 平方千米，位于法国奧克西塔尼大區加尔省，该省份为法国南部沿海省份，南端濒地中海，北起顺时针与阿尔代什省、沃克吕兹省、罗讷河口省、埃罗省、阿韦龙省和洛泽尔省接壤。
与热内拉克接壤的市镇（或旧市镇、城区）包括：米约、欧博尔、博瓦桑、尼姆、圣吉勒。

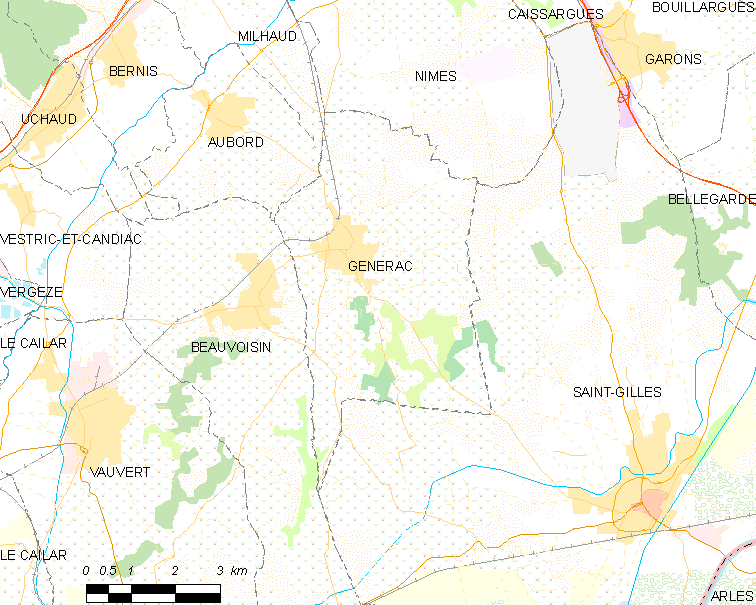
热内拉克的OSM定位图

热内拉克的时区为UTC+01:00、UTC+02:00（夏令时）。

## 行政
热内拉克的邮政编码为30510，INSEE市镇编码为30128。

## 政治
热内拉克所属的省级选区为圣吉勒县。

## 人口

1962-2008年间热内拉克人口变化图示

热内拉克于2022年1月1日时的人口数量为4039人。